# Franz Luerßen
Franz Luerßen (* 29. Oktober 1882 in Wetzlar; † 8. Dezember 1954 in Kassel) war ein deutscher Sanitätsoffizier, zuletzt Generalstabsarzt im Zweiten Weltkrieg.
Franz Luerßen trat als promovierter Mediziner in die Laufbahn des Sanitätsoffiziers ein. Seit dem 1. Januar 1936 hatte er in der deutschen Wehrmacht den Rang eines Generalarztes inne. Zum 1. November 1938 erhielt er den Charakter eines Generalstabsarztes, am 1. Mai 1941 wurde ihm dieser Dienstgrad verliehen, den er bis zum Kriegsende als Generalstabsarzt z.V. trug.
Seit 1911 war Franz Luerßen mit der drei Jahre älteren Marie Elisabeth von Tiedemann verheiratet.